# دوگوپیلس
دوگوپیلس (لتونیایی: Daugavpils;تلفظ [ˈdaʊɡaʊpils] ()) یا دونابورگ، یک شهر جنوب شرقی لتونی, در کنار رودخانه دائوگاوا است. نام این شهر به معنی «ساحل دائوگاوا» است. این شهر با داشتن جمعیت بالغ بر ۱۰۰٬۰۰۰ نفر بزرگ‌ترین شهر لتونی بعد از پایتختش ریگا است که در ۲۳۰ کیلومتری شمال غربی آن قرار دارد. دوگوپیلس در نزدیکی مرز بلاروس و لیتوانی قرار دارد.

## شهرهای خواهر
دوگاپیلس خواهرخوانده با این شهرها است:
| - هادرسلو, دانمارک - موتلا, سوئد - رادوم, لهستان - فرارا, امیلیا-رومانیا, ایتالیا - نارو-فومینسک, استان مسکو, روسیه - ویتبسک, بلاروس | - راملا, اسرائیل - هاربین, هیلونگ‌جیانگ, چین - سن پترزبورگ, روسیه - پنویزیس, لیتوانی - مرکز اداری اوکروگ, مسکو, روسیه - خارکوف, اوکراین |